# نهائي كأس موريشيوس 2009
نهائي كأس موريشيوس 2009 2009 Mauritian Cup final بدأ في 17 مايو 2009 على ملعب سير غايتان دوفال   بموريشيوس.  وخاض المباراة كل من النجمين دي لويست وبامبليموس اس سي.  فاز بامبليموس اس سي بالنهائي بنتيجة 6-1 بثلاثية من هوبير روبسون.

## المباريات
| ايتويل دي لويست         | 1 - 6 | بامبليموس اس سي                                                                            |
| ----------------------- | ----- | ------------------------------------------------------------------------------------------ |
| أوليفييه راكوتومالا 42' |       | أوليفييه راكوتومالا 7' (ه.ذ.) · هوبير روبسون 28' 57' 89' · كيرسلي جوليكور 62' · وليامو 78' |

| ايتويل دي لويست        | بامبليموس اس سي        |
| ديديه جوبول            | نيكولا دورو            |
| ماهاناند إيتاف:        | تشارلز كونتينت         |
| أوليفييه راكوتومالا    | سيريل مورجين 85'       |
| ريشي جيبون             | هنري سبيفيل ‏           |
| جان إيف أندريه 63'     | فريديريك شافري         |
| باسكال جيكي            | جيوفاني جينوت 89'      |
| فيشال بوجمون 55'       | جيلبرت بايارام (c)     |
| ستيفان بادول 77'       | كولن بيل               |
| جايهغزو لنفغونتيه (c)  | كيرسلي جوليكور 86'     |
| بنجامينا راكوتوريسون   | هوبير روبسون           |
| جان إيمي راندرياسالاما | ويليامو راندريامانجاتو |
| بدلاء:                 | بدلاء:                 |
| برنارد أوقست 55'       | جيريمي غيوم 85'        |
| هيمانت كومار سوكرو 63' | مايك كايافا 86'        |
| باسكال بولين 77'       | كلاريل بيهاري 89'      |
| المدرب :               | المدرب :               |
| ميرفين إدوارد          | Henri Spéville ‏        |